# Pastinaca caspica
Pastinaca caspica är en flockblommig växtart som beskrevs av Calest. Pastinaca caspica ingår i släktet palsternackor, och familjen flockblommiga växter. Inga underarter finns listade i Catalogue of Life.